# Bundesstraße 206
Pour les articles homonymes, voir B206 et Route 206.
La Bundesstraße 206 est une Bundesstraße du Land de Schleswig-Holstein.

## Géographie
Son tracé passe notamment par la Région métropolitaine de Hambourg.

## Histoire
La Reichsstraße 206 est instituée vers 1937. La section ouest entre Itzehoe et Kellinghusen est construite en 1868-1869. La route historique est la Lübsche Trade.
Jusqu'à la construction de la Bundesautobahn 20 et la Bundesautobahn 1 en 2009, le B 206 commence à Lübeck. De Bad Segeberg à la jonction de Geschendorf, l'A 20 longe l'ancien tracé de la B 206, jusqu’à la jonction de Mönkhagen située juste au nord de celle-ci, puis se dirige vers le sud. Cet ancien tracé est converti en plusieurs Kreisstraße. Les routes A 20 et B 206 empruntent entre Weede et Bad Segeberg en partie l'ancien tracé de la ligne de Lübeck à Bad Segeberg fermée au milieu des années 1960.

## Source
- (de) Cet article est partiellement ou en totalité issu de l’article de Wikipédia en allemand intitulé « Bundesstraße 206 » (voir la liste des auteurs).